# Mörttjärnen (Hanebo socken, Hälsingland)
Mörttjärnen är en sjö i Bollnäs kommun i Hälsingland och ingår i Skärjåns huvudavrinningsområde.